# Sant’Omero
Sant’Omero – miejscowość i gmina we Włoszech, w regionie Abruzja, w prowincji Teramo.
Według danych na rok 2004 gminę zamieszkiwało 5238 osób, 158,7 os./km².